# Strategisk bombning
Strategisk bombning er et militærudtryk som refererer til, at man går efter at hæmme et lands økonomiske infrastruktur dvs., at gå efter fabrikker, jernbaner, byer, olieraffinaderier, militæranlæg mv. Strategisk bombning blev først for alvor muligt efter flyvemaskinens opfindelse og blev afprøvet under slaget om England under anden verdenskrig, da flyvemaskinen er mere præcis end evt. artilleri og kanoner.
Strategisk bombning bliver brugt i forbindelse med en totalkrigsstrategi, altså et angreb på alle fronter. Strategisk bombning er en modsætning til taktisk bombning, hvor man går efter at skade individuelle militære enheder.
Som regel vil man ved en strategisk bombning benytte store bombemaskiner, men det er ikke et krav længere da præcisionsmissiler såsom krydermissilet Tomahawk kan affyres fra sikker afstand.